# ملینا لئون
ملینا لئون (انگلیسی: Melina León؛ زادهٔ ۱۲ ژوئیهٔ ۱۹۷۳) خواننده و کارگردان اهل ایالات متحده آمریکا است. وی از سال ۱۹۹۶ میلادی تاکنون مشغول فعالیت بوده‌است.